# Nikita Prisjtjerov
Nikita Olegovitj Prisjtjerov, ryska: Никита Олегович Прищепов, född 20 april 2004, är en rysk professionell ishockeyforward som är kontrakterad till Colorado Avalanche i National Hockey League (NHL) och spelar för Colorado Eagles i American Hockey League (AHL).
Han har tidigare spelat för Tigres de Victoriaville i Ligue de hockey junior Maritimes Québec (LHJMQ) och Russkie Vitjazi Tjechov i Molodjozjnaja chokkejnaja liga (MHL).
Prisjtjerov draftades av Colorado Avalanche i sjunde rundan i 2024 års draft som 217:e spelare totalt.

## Statistik
| 2020–2021    | Russkie Vitjazi Tjechov | MHL          | 37  | 2  | 9  | 11  | 18  | —  | — | —  | —  | —  |
| 2021–2022    | Tigres de Victoriaville | LHJMQ        | 65  | 9  | 18 | 27  | 56  | —  | — | —  | —  | —  |
| 2022–2023    | Tigres de Victoriaville | LHJMQ        | 63  | 14 | 27 | 41  | 63  | 5  | 2 | 2  | 4  | 6  |
| 2023–2024    | Tigres de Victoriaville | LHJMQ        | 63  | 22 | 45 | 67  | 70  | 14 | 3 | 8  | 11 | 20 |
| 2024–2025    | Colorado Avalanche      | NHL          | 1   | 0  | 0  | 0   | 0   | —  | — | —  | —  | —  |
|              | Colorado Eagles         | AHL          | 6   | 1  | 3  | 4   | 8   | —  | — | —  | —  | —  |
| NHL totalt   | NHL totalt              | NHL totalt   | 1   | 0  | 0  | 0   | 0   | —  | — | —  | —  | —  |
| LHJMQ totalt | LHJMQ totalt            | LHJMQ totalt | 191 | 45 | 90 | 135 | 189 | 19 | 5 | 10 | 15 | 26 |